# Szkoła Wajdy
Szkoła Wajdy, także Wajda School (dawniej: Mistrzowska Szkoła Reżyserii Filmowej Andrzeja Wajdy) – niepubliczna szkoła artystyczna w Warszawie. 

## Historia
Jej założycielami w 2002 roku byli reżyserzy Andrzej Wajda i Wojciech Marczewski, producentka filmowa Barbara Pec-Ślesicka oraz Wytwórnia Filmów Dokumentalnych i Fabularnych. 

## Wykładowcy
Do stałych wykładowców należą: Wojciech Marczewski, Marcel Łoziński, Paweł Pawlikowski, Udayan Prasad, Ildiko Enyedi, Volker Schloendorff, Maciej Sobieszczański, Denijal Hasanović, Joanna Krauze, Vita Żelakeviciute, Sławomir Fabicki, Katarzyna Klimkiewicz, Leszek Dawid, Kinga Dębska, Filip Marczewski, Maciej Marczewski, Maciej Cuske.

## Absolwenci
W gronie absolwentów Szkoły Wajdy, którzy tutaj rozwijali swoje projekty filmowe są m.in. Agnieszka Smoczyńska, Paweł Maślona,  Łukasz Ronduda, Teresa Czepiec, Tomasz Habowski, Jaśmina Wójcik, Tomasz Wolski, Kalina Alabrudzińska, Bartosz Blaschke, Łukasz Kowalski, Iwona Siekierzyńska, Grzegorz Zariczny, Valentyn Vasyanovich, Maryna Gorbach, Carla Simón, Jan P. Matuszyński, Marcin Wrona, Bartek Konopka, Łukasz Ronduda, Konrad Aksinowicz, Andrzej Saramonowicz, Piotr Trojan, Adrian Panek, Piotr Domalewski, Olga Chajdas, Agnieszka Elbanowska, Anna Zamecka, Aneta Kopacz, Marcin Wrona, Leszek Dawid, Andrzej Saramonowicz, Katarzyna Rosłaniec, Grzegorz Zgliński, Bodo Kox, Bartosz Konopka, Maciej Cuske, Marcin Sauter.